# Rhaphuma herminae
Rhaphuma herminae là một loài bọ cánh cứng trong họ Cerambycidae.